# Бернгард Карл фон Кене
Бернгард Карл фон Кене (нім. Bernhard Karl von Koehne, рос. Бори́с Васи́льович Кёне, *16 липня 1817 р., Берлін — †17 лютого 1886 р., Вюрцбург, Баварія) — археолог, нумізмат, герольдмейстер, барон.

## Біографія
Народився в родині таємного державного архіваріуса, берлінського єврея, який прийняв реформатське віросповідання.
1844 призначено охоронцем нумізматичного відділення Ермітажу в Санкт-Петербурзі. Згодом — радник з наукових питань в Ермітажі. Від 1857 — також начальник гербового відділення департаменту геральдики. У 1846 з ініціативи Кене та за сприяння герцога Лейхтенберзького засновано Імператорське російське археологічне товариство (був його секретарем).

## Праці
Від французького інституту фр. Institut de France за опис музею князя Василя Вікторовича Кочубея («рос. Описание музеума князя Василия Викторовича Кочубея», складено за рукописним каталогом), а також дослідження історії і нумізматики грецьких поселень у Росії, царств Понтійського і Босфора Кімерійського (Санкт-Петербург, 1857, російською та французькою мовами), Кене отримав велику іменну золоту медаль, що призначається досить нечасто.
- (рос.) «Исследование об истории и древностях г. Херсонеса Таврического» (Санкт-Петербург, 1848)
- (нім.) "Ueber die im Russischen Reiche gefundenen Abendlandischen Munzen des X, XI und XII Jahrh.i (Санкт-Петербург, 1850, є також російська версія твору)
- (рос.) «Князь Олег и господин Куник» («Русский Вестник», 1860, книга 18 — про дослідження пана Куніка візантійських монет Ярослава Володимировича)
- (фр.) «Notice sur les sceaux et les armoiries de la Russie» (частина I, Берлін, 1861)
- (рос.) «Императорский Эрмитаж. Выпуск 1. Картины Рафаэля, 4 снимка с текстом. Выпуск 2. Картины Леонарда да Винчи, три снимка с текстом» (Санкт-Петербург, 1866; 2 видання, 1869)
- (нім.) «Über den Doppeladler» (Берлін, 1871)
- (нім.) «Berlin, Moskau, St.-Petersburg» (Берлін, 1882 — нарис про стосунки між російськими і пруськими дворами у 1649–1763

та інші, що виходили багатьма європейськими мовами у різних виданнях, зокрема у «фр. Mémoires de la Société d'Archéologie et de Numismatique de St.-Petersbourg», у «фр. Revue belge de Numismatique», у «нім. Berliner Blatter für Munz-Siegel- und Wappenkunde».

## Видання під редакцією фон Кене
- (рос.) «Записи Імператорського Археологічного товариства» («Записки Императорского Археологического Общества», Санкт-Петербург, 1847–1852, шість томів)
- (рос.) «Гербовник Російської імперії» («Гербовник Российской империи» (XI—XIII))
- (рос.) «Каталог нумізматичного музею імператорського Ермітажу» («Каталог нумизматического музея императорского Эрмитажа», разом із Ваагеном, Лукашевичем та іншими)

Розробив нові принципи створення гербів і переглянув усі наявні в Російській імперії герби. У 1857—1885 рр. створив проєкти гербів практично для всіх тогочасних губернських, повітових, позаштатних міст і градоначальств 9 українських губерній (Київської, Волинської, Подільської, Чернігівської, Полтавської, Харківської, Катеринославської, Херсонської, Таврійської); запропонував проєкти гербів для низки міст, які раніше не мали геральдичної символіки. Запропоновані проєкти (за невеликим винятком, як наприклад герб Кременця 1874 р., Миколаєва 1883 р.), офіційно затверджено не було.
8 грудня 1856 р. за проєктами, запропонованими Кене, було затверджено герби 5 українських губерній — Київської, Волинської, Подільської, Чернігівської, Таврійської (як імператорські титульні герби); 5 липня 1878 р. — герби Полтавської, Харківської, Катеринославської та Херсонської губерній.